# Mutiu Adepoju
Mutiu Adepoju (né le 22 décembre 1970 à Ibadan) est un footballeur international nigérian qui évoluait au poste de milieu de terrain.
Surnommé « Headmaster » pour la qualité de son jeu de tête, il a disputé trois phases finales de coupe du monde avec les Super Eagles, l'équipe nationale du Nigeria, en 1994, 1998 et 2002. Il a passé la majeure partie de sa carrière en club en Espagne.

## Équipe nationale
- 48 sélections et 5 buts en équipe du Nigeria
- Vainqueur de la CAN 1994
- Vainqueur de la CAN junior 1989